# Hansenius basilewskyi
Hansenius basilewskyi är en spindeldjursart som beskrevs av Beier 1962. Hansenius basilewskyi ingår i släktet Hansenius och familjen tvåögonklokrypare. Inga underarter finns listade i Catalogue of Life.